# Vieillissement réussi
 (octobre 2020).
Le concept du vieillissement réussi (aussi utilisé sous la formulation « bien vieillir » au Québec, et traduit de l’anglais successful aging) réfère à l'individu vieillissant préservant de bonnes capacités physiques et mentales lui permettant d’être autonome et socialement actif.  
La recherche sur le vieillissement au Canada comme au Québec est passée, vers la fin des années 1980, d’une représentation axée sur le déclin et la détérioration de la condition physique et psychique des aîné(e)s à une vision davantage axée sur la prévention, l’adaptation et l’autonomisation, une redéfinition marquée par l’aspect social du vieillissement. C’est à la suite d’un texte de Rowe et Kahn que la notion de « vieillissement réussi » est popularisée et définie selon trois caractéristiques : l’absence de maladie entravant le bon fonctionnement de l’individu, le maintien de bonnes capacités physiques et cognitives et un engagement social actif. Les recherches subséquentes dans le domaine des sciences sociales de même que les politiques gouvernementales mises en place à la suite de cette vision plus « positive » de la vieillesse et du vieillissement tendent à élaborer des stratégies permettant l’autonomisation des aîné(e)s de même que le maintien de leur santé et de leur bien-être. Le « bien vieillir » devient dorénavant un objectif, une obligation. 

## Contexte
Cette injonction au « bien vieillir » s’inscrit dans un courant paradigmatique néolibéral où l’individu est responsable de son propre développement, de sorte que l’État puisse être déresponsabilisé quant à son rôle dans le bien-être des individus et de ce fait, minimiser les ressources devant être attribuées aux aîné(e)s. La notion d’empowerment est particulièrement présente dans la définition du vieillissement réussi,. Le bien-être, tel que défini dans la conception du « bien vieillir », est le résultat d’un état tout autant qu’un objectif à atteindre, un processus de prévention qui dicte des comportements à adopter dans les étapes de vie précédant la vieillesse,. L’individu doit donc faire les choix « appropriés » tout au long de sa vie pour assurer son propre bien-être et préparer cette période de la vieillesse,,. Ainsi, un individu qui ne prépare pas adéquatement l’avènement de sa retraite ou qui ne se maintient pas en bonne santé parce que ne faisant pas d’activité physique, ne s’alimentant pas de façon saine, etc. et qui se retrouve démuni ou dépendant au moment de sa vieillesse ne répondrait pas aux critères d'un vieillissement réussi.   
Dans cette logique, un discours préventif transparaît dans les actions gouvernementales, les recherches menées sur la vieillesse et le vieillissement, et dans les publications destinées au grand public, discours faisant de la vieillesse une négligence, une faiblesse. Des stratégies sont mises de l’avant pour en réduire les effets et favoriser un vieillissement dit réussi : sont prônés notamment l’activité physique, le maintien d’une santé appropriée, l’alimentation saine, la préservation d’une bonne santé mentale au moyen du développement de stratégies comme la réduction du stress, et l’attitude positive. L’implication dans un groupe social, qu’il s’agisse de bénévolat dans la communauté, d’aide auprès des jeunes ou de l’apprentissage de nouvelles compétences, est particulièrement valorisé.

## Recherche critique
Les études critiques liées aux cultures du vieillissement se sont intéressées au concept du « bien vieillir », relevant son caractère normatif,,, faisant de l’être vieillissant un capital à entretenir, sur lequel il faut travailler. La recherche critique s’y intéressant relève les enjeux de pouvoir qui permettent la production de savoirs particuliers sur la vieillesse. Ces recherches observent la vieillesse dans l’optique du biopouvoir : l’aîné(e) comme potentiel productif et comme objet de production de savoirs quant à, par exemple, la gérontologie, la psychologie, et la gériatrie. Des chercheur(e)s s’inscrivant dans le champ des études féministes se sont aussi intéressé(e)s à la représentation de la femme vieillissante et du rapport au corps. D’autres encore se sont intéressé(e)s aux processus d’exclusion engendrés par l’injonction normative au « bien vieillir » qui ne reflète pas l’hétérogénéité des expériences de vieillissement et qui permet l’existence de catégories telles que le vieillissement normal en opposition au vieillissement pathologique,,. 
Le concept du « bien vieillir » est grandement associé à celui du vieillissement actif qui s’inscrit également dans une logique d’auto-responsabilisation de l’individu de façon à répondre au « problème » du vieillissement : le vieillissement actif comme conception prédominante du vieillissement réussi.

## Vieillissement actif
Dès le milieu du XXe siècle, les travaux de Robert Havighurst seront à la base de la théorie de l’activité (activity theory) qui énonce que l’aîné(e), pour favoriser son bien-être, doit être actif, s’engager dans des activités personnelles et sociales, doit maintenir des rôles significatifs et trouver des substituts aux rôles perdus avec l’avènement de la retraite. Cette théorie ouvre la voie à la notion de « vieillissement actif » (ou active ageing). Le concept du vieillissement actif est quant à lui mobilisé dès la fin du XXe siècle par des groupes tels que l’OCDE ou le Bureau international du travail pour faire référence aux enjeux liés au marché de l’emploi : notamment l’allongement de la retraite, et l’embauche et le maintien sur le marché de l’emploi des aîné(e)s. En 2002, l’Organisation mondiale de la santé (OMS) propose une définition du vieillissement actif tenant davantage du discours préventif lié à la santé. 
Dès lors, le concept est étendu à l’engagement des aîné(e)s au sein d’activités bénévoles dans la communauté (relevant des sphères sociales, spirituelles, culturelles, etc.) ou encore à l’engagement dans la famille,, confinant ainsi l’aîné(e) à un rôle social particulier lié au maintien et à l’optimisation d’une bonne santé devant, finalement, profiter à l’individu et à la collectivité dans une optique d’enrichissement. Les critiques de ce modèle relèvent l’imposition d’un modèle unique et normatif du vieillissement dit « réussi » au sein duquel les êtres vieillissants se retrouvent dans l’obligation d’être actifs, engagés dans des activités reconnues, sans tenir compte des parcours de vie hétérogènes existants. Un contre-exemple concernerait la définition même de la notion d’« activité » : un être vieillissant pourrait considérer sa pratique d’écoute télévisuelle comme étant active alors qu’elle ne correspond pas au concept de vieillissement actif tel que défini par les « experts ».    
Ces définitions du vieillissement réussi et du vieillissement actif se reflètent dans l’élaboration de politiques particulières qui visent à favoriser le bien-être des êtres vieillissants dans le but de repousser le moment de la dépendance et donc, de la prise en charge par l’État, la famille ou la communauté. Des initiatives comme le projet « Ville amie des aînés au Québec » (VADA) s’inscrivent dans le prolongement des politiques en faveur du vieillissement au Québec et visent à aider les personnes vieillissantes à poursuivre leur bien-être physique, mental et social. Le projet s’appuie sur une définition du vieillissement réussi qui postule que l’activité, entendue comme l’implication dans la vie sociale, contribue à la satisfaction de la vie des aîné(e)s.